# Strobilanthes longipes
Strobilanthes longipes är en akantusväxtart som beskrevs av C. B. Cl.. Strobilanthes longipes ingår i släktet Strobilanthes och familjen akantusväxter. Inga underarter finns listade i Catalogue of Life.